# 十王

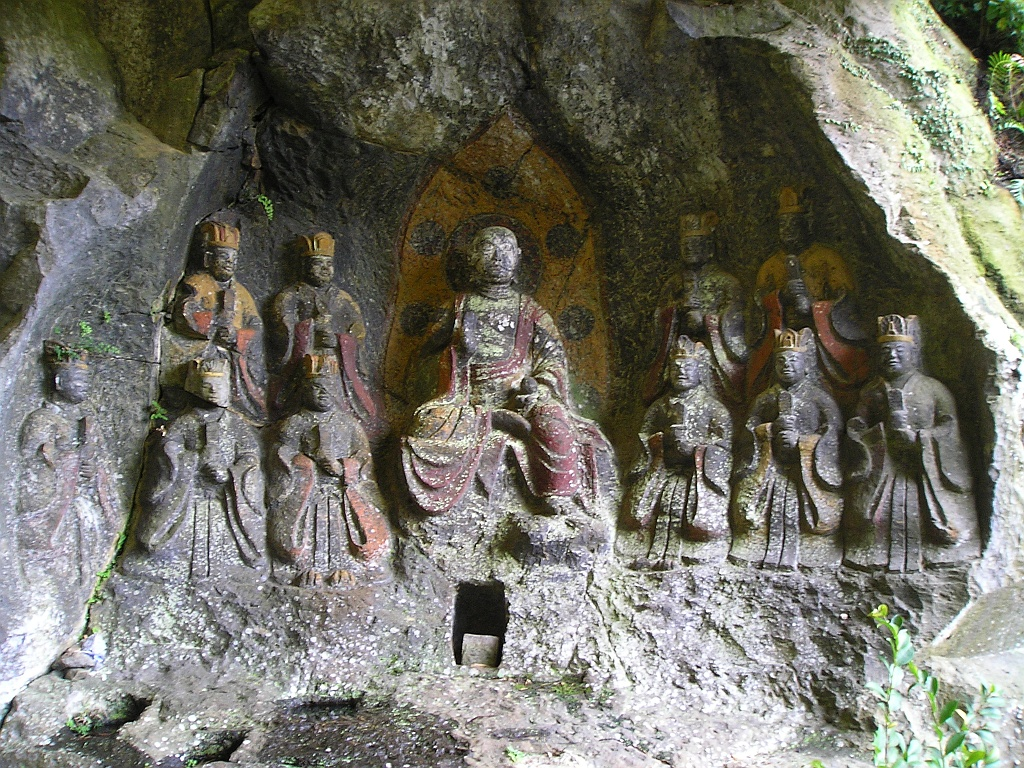
地蔵菩薩と十王像（臼杵磨崖仏）

十王（じゅうおう）は、道教や仏教で、地獄において亡者の審判を行う10尊の裁判官的な尊格。数種の『十王経』類や、恵心僧都源信の『往生要集』に、その詳細が記されている。

## 概要
人間を初めとする全ての衆生は、よほどの善人やよほどの悪人でない限り、没後に中陰と呼ばれる存在となり、初七日 - 七七日（四十九日）及び百か日、一周忌、三回忌には、順次十王の裁きを受けることとなる、という信仰である。
生前に十王を祀れば、死して後の罪を軽減してもらえるという信仰もあり、それを「預修」と呼んでいた。十王は死者の罪の多寡に鑑み、地獄へ送ったり、六道への輪廻を司るなどの職掌を持つため、畏怖の対象となった。
なお、俗に、主に閻魔に対する信仰ととられる場合もある。これは、閻魔以外の諸王の知名度が低いせいであると考えられている。

## 十王の一覧
| —    | 秦広王 しんこうおう     | 初江王 しょこうおう       | 宋帝王 そうていおう       | 五官王 ごかんおう         | 閻魔王 えんまおう         | 変成王 へんじょうおう     | 泰山王 たいざんおう       | 平等王 びょうどうおう      | 都市王 としおう         | 五道転輪王 ごどうてんりんおう |
| ---- | ----------------------- | ------------------------- | ------------------------- | ------------------------- | ------------------------- | ------------------------- | ------------------------- | -------------------------- | ----------------------- | ----------------------------- |
| 画像 |                         |                           |                           |                           |                           |                           |                           |                            |                         |                               |
| 本地 | 不動明王                | 釈迦如来                  | 文殊菩薩                  | 普賢菩薩                  | 地蔵菩薩                  | 弥勒菩薩                  | 薬師如来                  | 観音菩薩                   | 勢至菩薩                | 阿弥陀如来                    |
| 審理 | 初七日 （7日目・6日後） | 二七日 （14日目・13日後） | 三七日 （21日目・20日後） | 四七日 （28日目・27日後） | 五七日 （35日目・34日後） | 六七日 （42日目・41日後） | 七七日 （49日目・48日後） | 百か日 （100日目・99日後） | 一周忌 （2年目・1年後） | 三回忌 （3年目・2年後）       |

十王それぞれの本地仏との対応関係は鎌倉時代の日本で考え出されたものである。
「泰山府君」は、仏教起源の「閻魔王」とは異なり、中国起源の冥界信仰の地である泰山に由来する「泰山王」が、単独での信仰を得たものである。
初七日は、命日を第1日と数えた第7日、つまり、命日の6日後である。他の日・年も（一周忌以外は）同様である。ちなみに、神道の「三年祭」は3年後である。

## 歴史

### 中国
仏教が中国に渡り、当地の道教と習合していく過程で偽経の『閻羅王授記四衆逆修生七往生浄土経』（略して『預修十王生七経』）が作られ、晩唐の時期に十王信仰は成立した。また道教経典の中にも、『元始天尊説酆都滅罪経』、『地府十王抜度儀』、『太上救苦天尊説消愆滅罪経』という同名で同順の十王を説く経典が存在する。
『預修十王生七経』が、一般的な漢訳仏典と大きく異なる点は、その巻首に「成都府大聖慈寺沙門蔵川述」と記している点である。漢訳仏典は「○○代翻経三蔵△△訳」のように記すのが常識である。しかし「十王経」は、これを無視している。本来の本経が、経典の体裁をとっておらず、はじめ、礼讃文や儀軌の類として制作された経緯に拠るものと考えられている。
『預修十王生七経』が説くのは、生七斎と七七斎という二つの仏教儀礼の功徳である。
このうち、生七斎は、生者が自身の没後の安穏を祈願して行う儀礼であり、その故に「預修」（または「逆修」）という。本来の「十王経」は、生七斎を主とした経典であったと考えられる。生七斎の場では、十王の位牌を安置し、十王を媒介して天曹・地府・冥官への上表文を奉るための紙と筆が、その位牌の前に供えられた。また、文書を送るための作り物の馬が並べられる。
一方の七七斎の方は、亡者のための追福・修功徳として、遺族が執行する儀礼である。
この二つの儀礼を合揉した「十王経」の主体は、次第に七七斎の方へと力点を移して行くこととなる。しかし、回向による功徳の振り分けは、全体を七等分して、生者が六分、亡者には一分が割り振られると説かれている。この配分は、『預修十王生七経』のみならず、『灌頂随願往生十方浄土経』（略して『灌頂経』）や『地蔵菩薩本願経』でも説かれる。

### 日本
日本では、平安末期に仏教由来の末法思想や冥界思想と共に広く浸透した。
日本では『地蔵菩薩発心因縁十王経』（略して『地蔵十王経』）が作られた。『地蔵十王経』の巻首にも、『預修十王生七経』との記述がある。それ故、中国で撰述されたものと、長く信じられてきた。ただ今日では、これは、『地蔵十王経』の撰者が、自作の経典の権威づけをしようとして、先達の『預修十王生七経』の撰述者に仮託したものと考えられている。
『地蔵十王経』中には、三途の川や奪衣婆が登場し、「別都頓宜寿（ほととぎす）」と鳴く鳥が描写され、文章も和習をおびるなど、日本で撰せられたことをうかがわせる面が多分にある。冥界思想の浸透については、伝来した『正法念処経』や、源信が記したとされる『往生要集』がその端緒であると考えられている。鎌倉時代には十王をそれぞれ十仏と相対させるようになり、時代が下るにつれてその数も増え、江戸時代には十三仏信仰なるものが生まれるに至った。

#### 他界観の変化
日本では、十王信仰が持ち込まれた事で他界についての情報が飛躍的に増えた。旧来は『古事記』に見られるあいまいな黄泉国の他界観で、漠然と死後ただ行くだけの世界だったが、死した後の世界を詳細に定義付けた地獄の他界観は、道教と儒教の影響を色濃く受けた、一人一人の人に対し厳しいものであった。しかし、末法思想が流行った当時は、他界観がクローズアップされ、明確な情報をもった仏教的他界である地獄が広く受け入れられる結果となったのは自然だった。
なお、日本の地獄の他界観はほとんどが中国由来だが、すべて中国のものと同じではなく、多少の差異がある。三途の川・賽の河原・奪衣婆（だつえば）や懸衣翁（けんえおう）等である。

## 十王の審理
死者の審理は通常七回行われる。
没して後、七日ごとにそれぞれ秦広王（初七日）・初江王（十四日）・宋帝王（二十一日）・五官王（二十八日）・閻魔王（三十五日）・変成王（四十二日）・泰山王（四十九日）の順番で一回ずつ審理を担当する。七回の審理で決まらない場合は、追加の審理が三回、平等王（百ヶ日忌）・都市王（一周忌）・五道転輪王（三回忌）となる。ただし、七回で決まらない場合でも六道のいずれかに行く事になっており、追加の審理は実質、救済処置である。もしも地獄道・餓鬼道・畜生道の三悪道に落ちていたとしても助け、修羅道・人道・天道に居たならば徳が積まれる仕組みとなっている。
なお、仏事の法要は大抵七日ごとに七回あるのは、審理のたびに十王に対し死者への減罪の嘆願を行うためであり、追加の審理の三回についての追善法要は救い損ないをなくすための受け皿として機能していたようだ。
十王の裁判の裁きは特に閻魔王の宮殿にある「浄玻璃鏡」に映し出される「生前の善悪」を証拠に推し進められるが、ほかに「この世に残された遺族による追善供養における態度」も「証拠品」とされるという。

## 浄土真宗における法要
十王の審判に限らないが、浄土真宗では、信者はみな亡くなった時に直ちに極楽浄土に往生するため、この種の追善供養は一切ない。『歎異抄』には、宗祖親鸞は「父母のためにと思って念仏を称えたことは一回もない」とある。

## 十三王
十王にその後の3審を担当する3尊を加えて十三王（本地は十三仏）と呼ぶ。
| 十王   | 読み         | 本地                 | 日付                         |
| ------ | ------------ | -------------------- | ---------------------------- |
| 蓮華王 | れんげおう   | 阿閦如来（閦=門<众） | 七回忌（7年目・6年後）       |
| 祇園王 | ぎおんおう   | 大日如来             | 十三回忌（13年目・12年後）   |
| 法界王 | ほうかいおう | 虚空蔵菩薩           | 三十三回忌（33年目・32年後） |

## 関連書籍
- 津原茂 『お地蔵さま』 あずさ書店、2007年6月。ISBN 978-4-900354-65-4。